# 石割松太郎
石割 松太郎（いしわり まつたろう、1881年1月24日 - 1936年6月29日）は、演劇および演芸研究家・評論家。ジャーナリスト。

## 生涯
大阪府堺出身（生家跡は堺市立青少年センターになっており、碑が建立されている）。
1905年早稲田大学文学部卒業。国書刊行会、日本新聞、都新聞、帝国新聞、大阪新報各社を経て1917年大阪毎日新聞社に入り、劇評を担当した。
1922年、『サンデー毎日』の発刊に参加したが、白井喬二の『新撰組』を同紙に掲載する際、初めて「大衆文芸」と銘打った人物とされる。
1929年大毎を退社、1932年に早大講師となり、浄瑠璃・江戸文芸を教えた。
主として人形浄瑠璃の歴史について著作がある。

## 著書
- 『人形芝居雑話』春陽堂 1930
- 『人形芝居の研究』更生閣 1933
- 『近世演劇雑考』岡倉書房 1934
- 『祥瑞の研究』宝雲舎 1934
- 『人形芝居の研究 石割松太郎選集』修文館 1943
- 『文楽雑話 石割松太郎選集』修文館 1944
- 『随筆世話もの談義』盛田嘉徳編 誠光社 1948
- 『文楽の芸術』早川書房 悲劇喜劇選書 1949

共著
- 『現代語訳国文学全集 第20巻 西鶴名作集 上』暉峻康隆共著 非凡閣 1937